# Rainier (Oregon)
Rainier é uma cidade localizada no estado norte-americano de Oregon, no Condado de Columbia.

## Demografia
Segundo o censo norte-americano de 2000, a sua população era de 1687 habitantes.
Em 2006, foi estimada uma população de 1831, um aumento de 144 (8.5%).

## Geografia
De acordo com o United States Census Bureau tem uma área de
6,8 km², dos quais 4,2 km² cobertos por terra e 2,6 km² cobertos por água. Rainier localiza-se a aproximadamente 71 m acima do nível do mar.

## Localidades na vizinhança
O diagrama seguinte representa as localidades num raio de 12 km ao redor de Rainier.